# Lufa
Lufa (Luffa, z arabského لوف) je rod tropických popínavých rostlin z čeledi tykvovité. Má celkem osm druhů a je společně s rodem Citrullus (vodní meloun) zařazen do tribu Benincaseae. Nezralé plody druhů lufa ostrohranná (Luffa acutangula) a lufa válcovitá (Luffa aegyptiaca neboli Luffa cylindrica) se v Asii a Africe často používají jako zelenina. Z dozrálých plodů lufy válcovité se vyrábějí přírodní houby, jimiž se čistí jak znečištěné povrchy, tak i lidská pokožka.

## Galerie

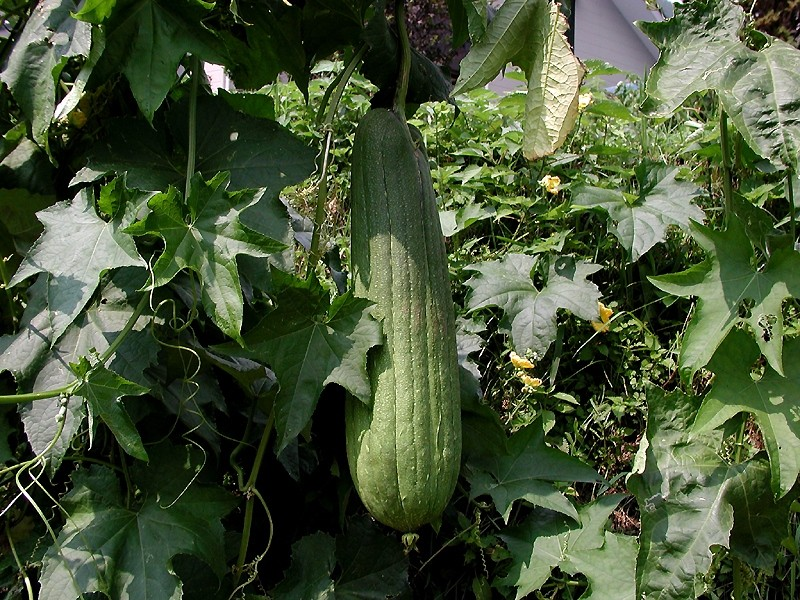
Lufa válcovitá, rostlina s téměř dozrálým plodem
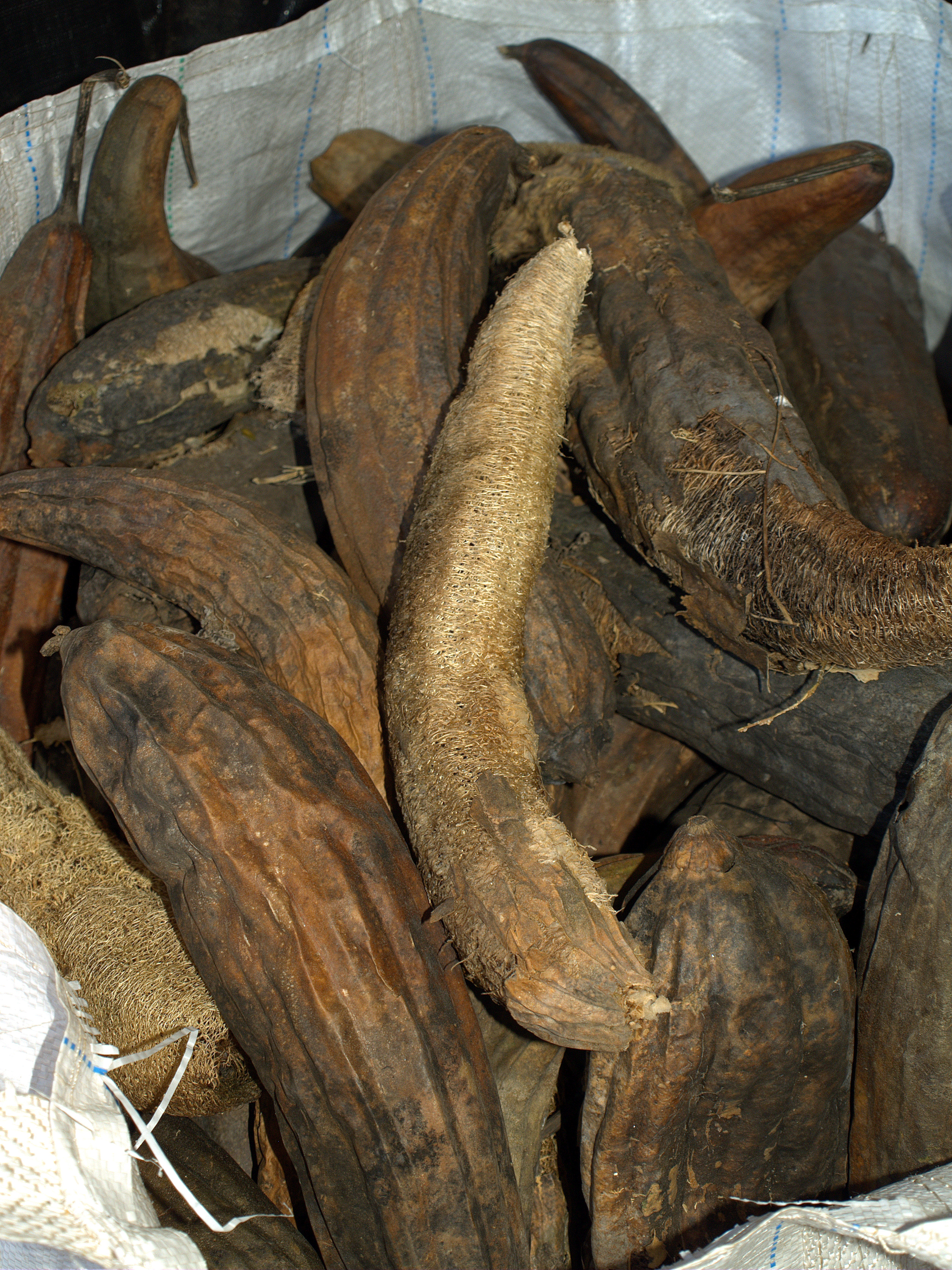
Pytel s plody na farmě.
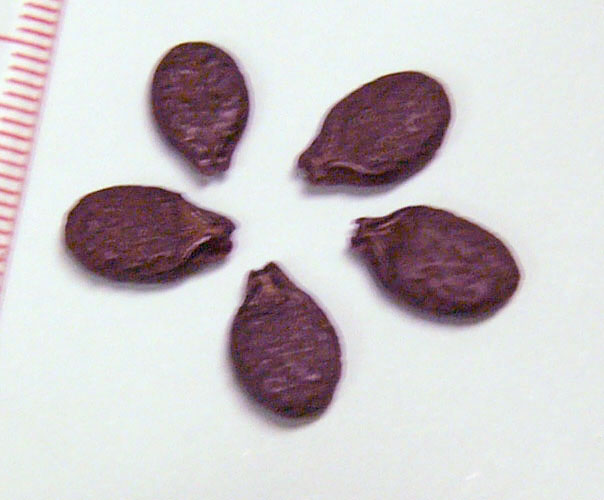
Semena Luffa acutangula.
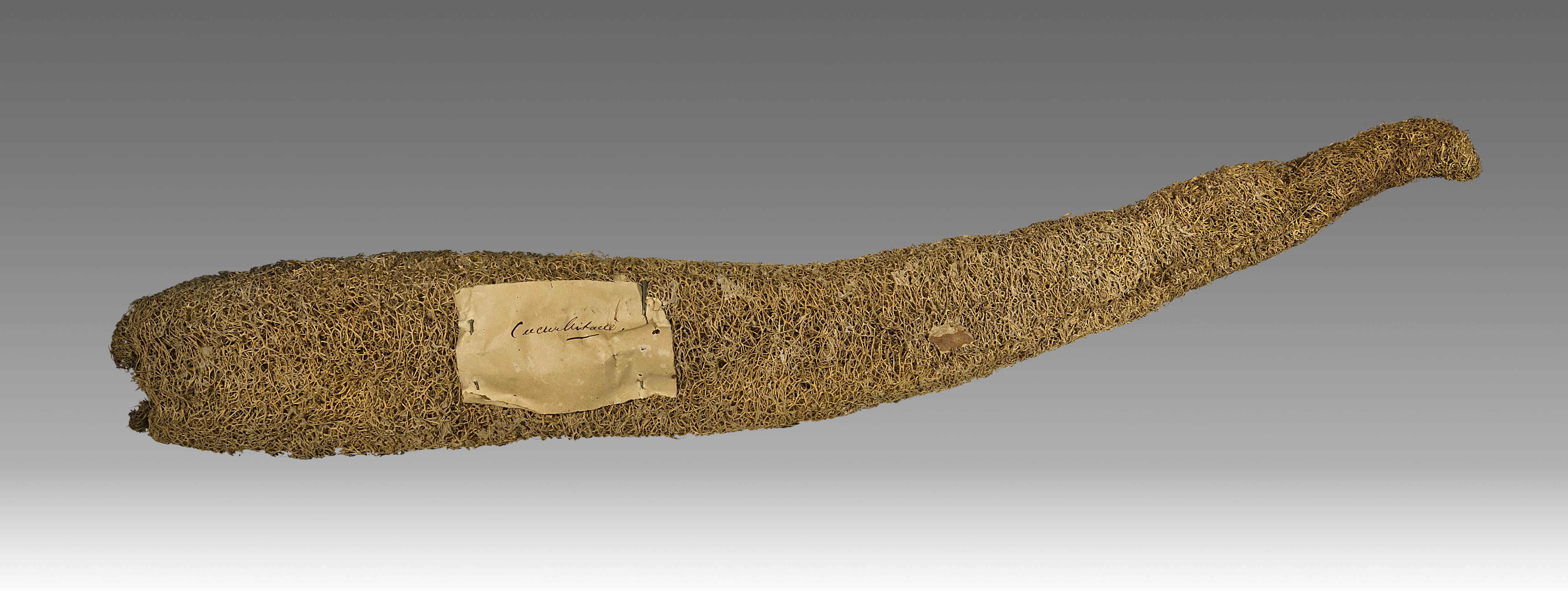
Přírodní houba na čištění lidské kůže.
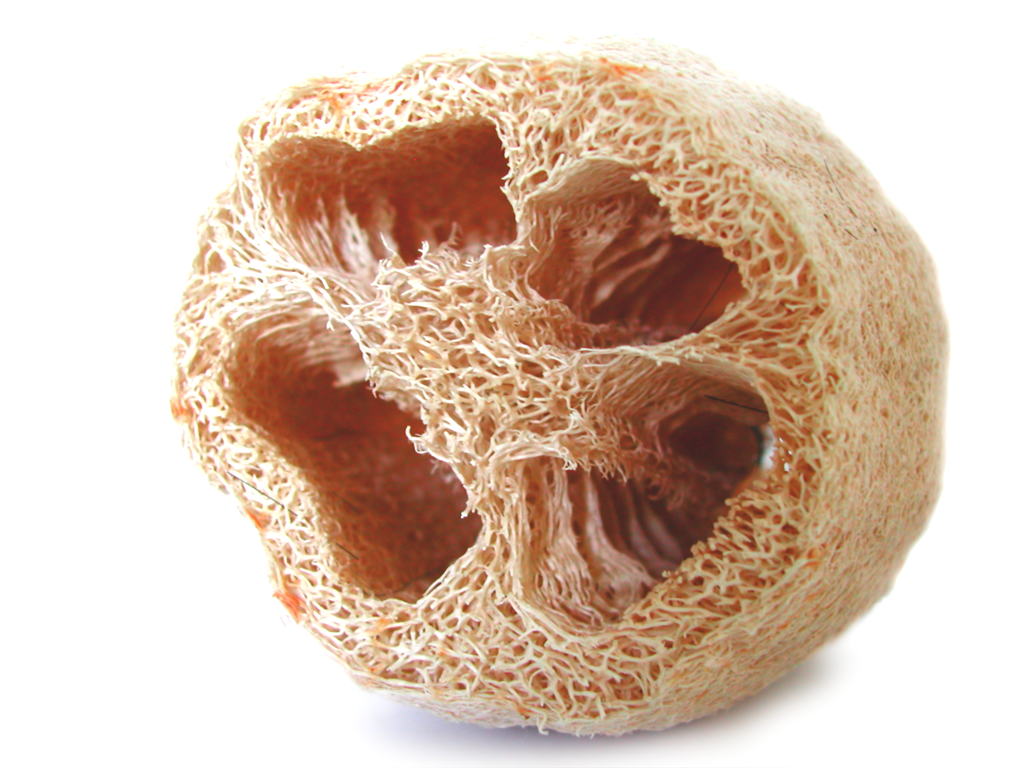
Přírodní houba na čištění lidské kůže.
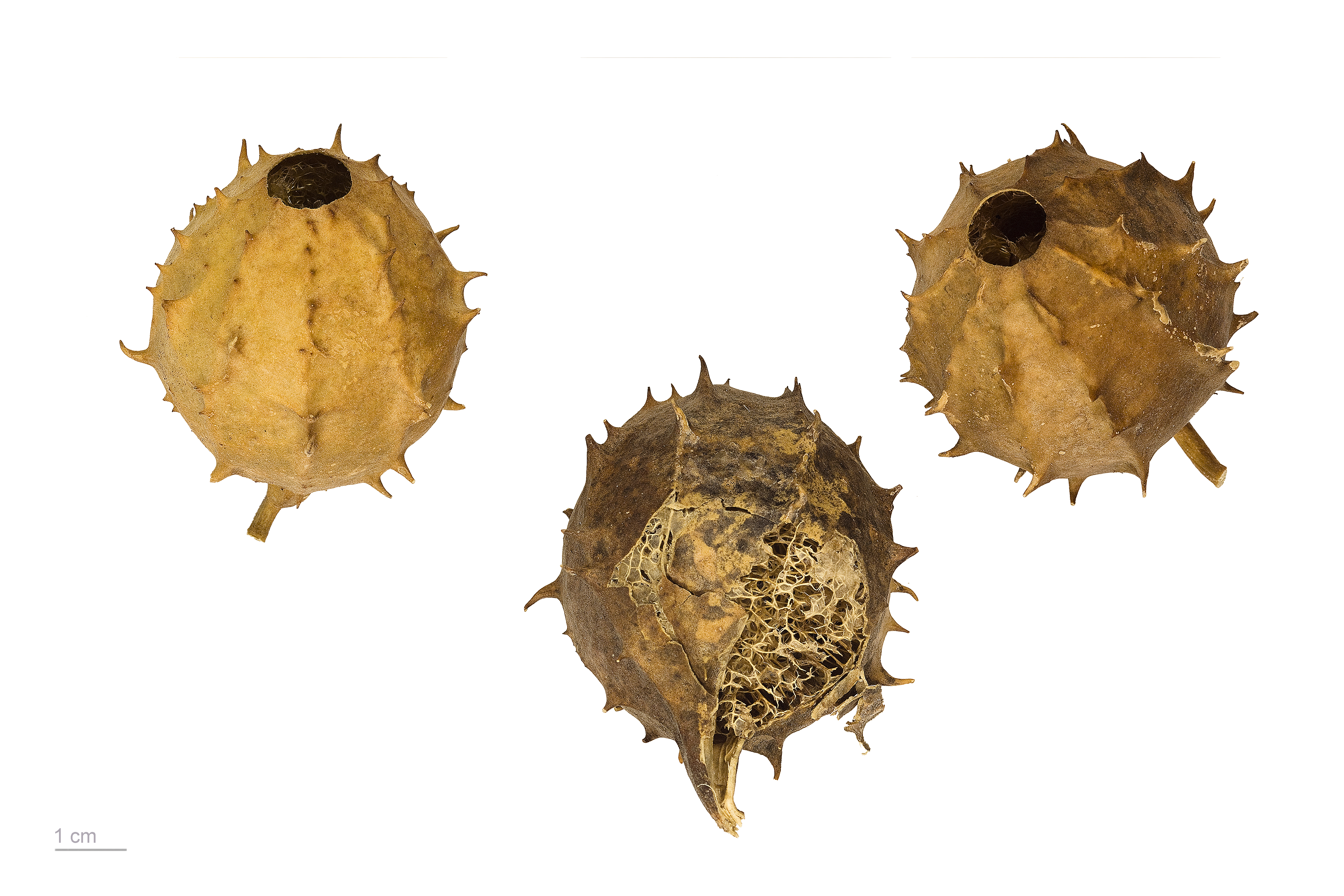
Luffa operculata
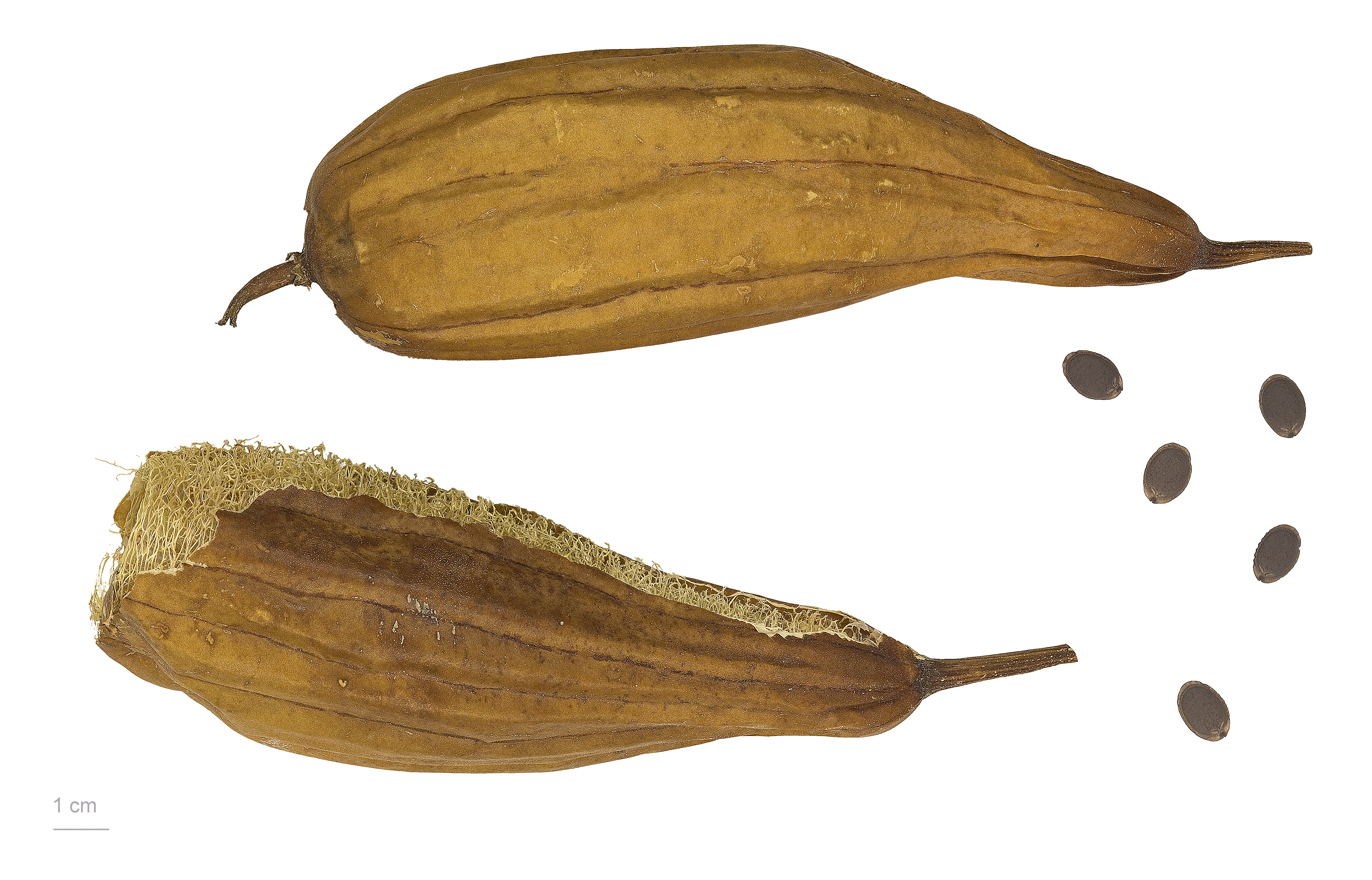
Luffa aegyptiaca